# Chūō-ku (Chiba)
Chūō-ku (中央区 Chūō-ku?) es uno de los seis barrios de la ciudad de Chiba, Japón. Hasta el 1 de agosto de 2011 tenía una población estimada de 200.160 habitantes y una densidad de 4,470 personas por metro cuadrado. La superficie total del barrio es de 44,81 km².
El Museo de Folclor de Chiba y el Museo de Arte de la ciudad de Chiba se encuentran en este barrio.